# Telamonia festiva
Telamonia festiva es una especie de araña saltarina del género Telamonia, familia Salticidae. Fue descrita científicamente por Thorell en 1887.
Habita en India, Nepal, China, Birmania, Vietnam, Malasia, Singapur e Indonesia (Célebes, Java).